# Мурешеній-де-Кимпіє
Мурешеній-де-Кимпіє (рум. Mureșenii de Câmpie) — село у повіті Клуж в Румунії. Входить до складу комуни Пелатка.
Село розташоване на відстані 318 км на північний захід від Бухареста, 32 км на північний схід від Клуж-Напоки.

## Населення
За даними перепису населення 2002 року у селі проживали 123 особи, усі — румуни. Усі жителі села рідною мовою назвали румунську.